# HD 147321
HD 147321，又名BD+73 713，SAO 8462、HR 6088，是一颗恒星，视星等为5.98，位于銀經106.9，銀緯36.71，其B1900.0坐标为赤經16h 16m 11.7s，赤緯+73° 36.71′ 22″。